# بخش پرزیدنت هایز
بخش پرزیدنت هایز (به اسپانیایی: Departamento de Presidente Hayes) یک منطقهٔ مسکونی در پاراگوئه است که در پاراگوئه واقع شده‌است. بخش پرزیدنت هایز ۷۲٬۹۰۷ کیلومتر مربع مساحت و ۸۱٬۸۷۶ نفر جمعیت دارد.